# Capraia
Capraia (olaszul Isola di Capraia) a Toszkánai-szigetek 
harmadik legnagyobb szigete. Rajta található az ugyanolyan nevű település.

## Földrajza
Közigazgatásilag Olaszország Toszkána tartományának Livorno megyéhez tartozik. Livornotól 64 km-re délnyugatra fekszik a Ligur-tengerben. A 19,3 km² területű sziget vulkanikus eredetű. Legmagasabb pontja a 445 m tengerszint feletti magasságban levő Monte Castello. A sziget hossza 8 km, szélessége 4 km. Partvonalának hossza 30 km. Lakosainak száma 335.

## Nevezetességei
- A sziget területének nagy részére kiterjedő Nemzeti Park.